# Ithomia ellara
Ithomia ellara är en fjärilsart som beskrevs av William Chapman Hewitson 1874. Ithomia ellara ingår i släktet Ithomia och familjen praktfjärilar. Inga underarter finns listade i Catalogue of Life.

## Bildgalleri

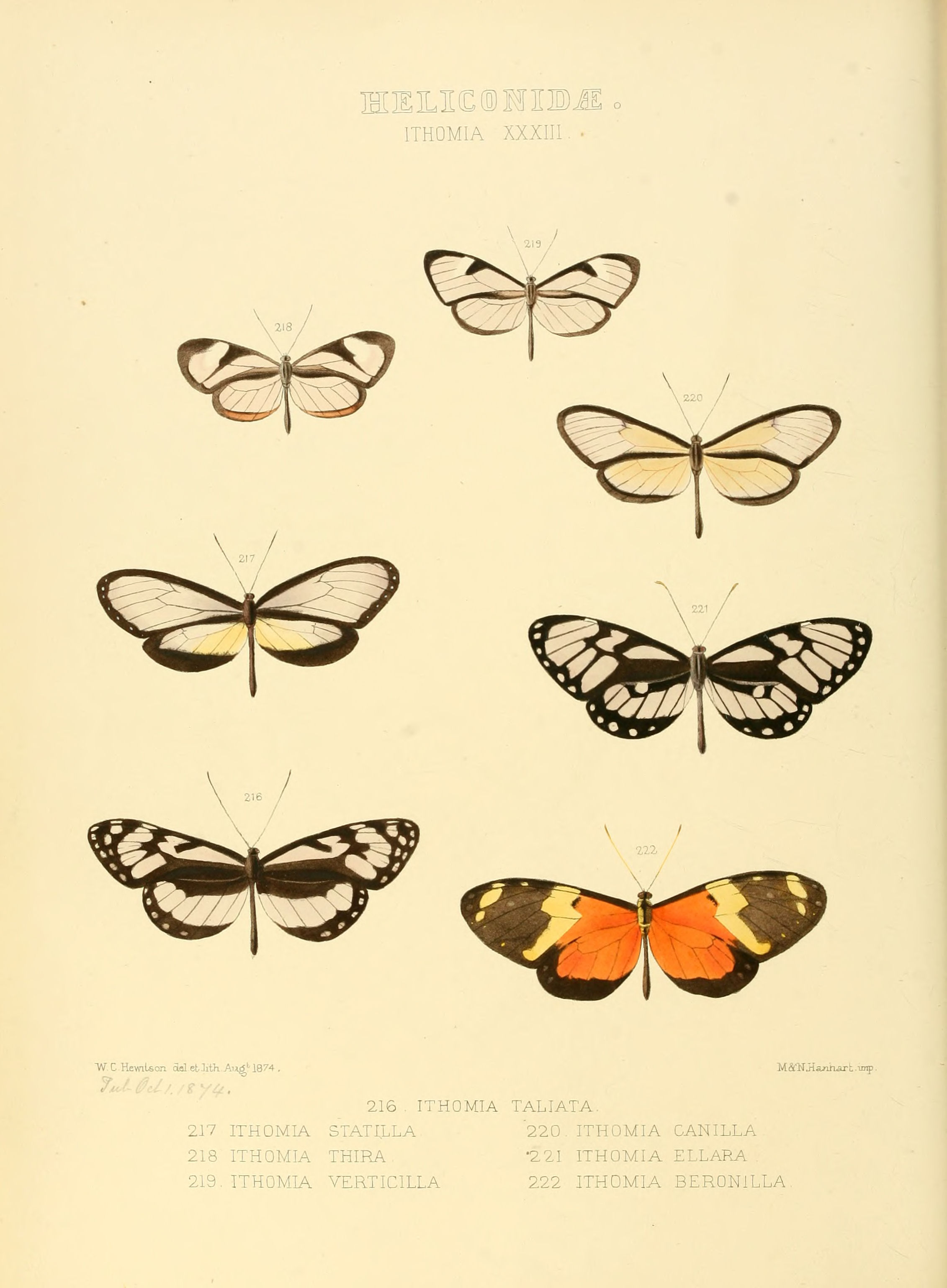